# Slanted and Enchanted: Luxe & Reduxe
Slanted and Enchanted: Luxe & Reduxe é um álbum duplo remasterizado da banda Pavement, lançado a 20 de Outubro de 2002.
Este disco é uma reedição do primeiro álbum de estúdio da banda, Slanted and Enchanted. Contém também outtakes e faixas gravadas ao vivo.

## Faixas

### Disco 1 "Slanted and Enchanted"
Slanted and Enchanted
1. "Summer Babe (Winter Version)"
2. "Trigger Cut/Wounded-Kite At:17"
3. "No Life Singed Her"
4. "In the Mouth a Desert"
5. "Conduit for Sale!"
6. "Zurich is Stained"
7. "Chesley's Little Wrists"
8. "Loretta's Scars"
9. "Here"
10. "Two States"
11. "Perfume-V"
12. "Fame Throwa"
13. "Jackals, False Grails: The Lonesome Era"
14. "Our Singer"
Slanted Sessions
15. "Summer Baby (7" Version)"
16. "Mercy Snack: The Laundromat"
17. "Baptist Blacktick"
18. "My First Mine"
19. "Here (Alternate Mix)"
20. "Nothing Ever Happens"
John Peel Session, 23 de Junho de 1992
21. "Circa 1762"
22. "Kentucky Cocktail"
23. "Secret Knowledge of Backroads"
24. "Here"

### Disco 2 "Watery, Domestic"
Watery, Domestic
1. "Texas Never Whispers"
2. "Frontwards"
3. "Lions (Linden)"
4. "Shoot the Singer (1 Sick Verse)"
Watery Sessions
5. "Sue Me Jack"
6. "So Stark (You're a Skyscraper)"
7. "Greenlander"
John Peel Session, 16 de Dezembro de 1992
8. "Rain Ammunition"
9. "Drunks With Guns"
10. "Ed Ames"
11. "The List of Dorms"
Ao vivo na Brixton Academy, Londres, 14 de Dezembro de 1992
12. "Conduit for Sale!"
13. "Fame Throwa"
14. "Home"
15. "Perfume-V"
16. "Summer Babe"
17. "Frontwards"
18. "Angel Carver Blues/Mellow Jazz Docent"
19. "Two States"
20. "No Life Singed Her"
21. "So Stark"
22. "Box Elder"
23. "Baby, Yeah"
24. "In the Mouth a Desert"